# Zwangsarbeitslager Annaberg
Das Zwangsarbeitslager Annaberg war ein 1940 durch deutsche Behörden errichtetes NS-Zwangsarbeitslager bei Sankt Annaberg (bzw. Annaberg ab 1941) im Landkreis Groß Strehlitz (Gau Schlesien bzw. Oberschlesien). Es war zunächst für den Einsatz von Zwangsarbeitern beim Bau einer neuen Reichsautobahn-Trasse vorgesehen. Es war eines von 16 Arbeitslagern zum Ausbau der geplanten RAB 29 (der heutigen polnischen A4) von Breslau nach Kattowitz.
Zuerst wurden polnische Zwangsarbeiter ins Lager gebracht. Ab Herbst 1940 wurden sie durch jüdische Gefangene aus den Sammellagern in Bendzin (Będzin), Sosnowitz (Sosnowiec) und Czeladź ersetzt. Das Lager wurde damals Reichsautobahnlager, Judenlager oder Judenlager-Arbeitslager, später Zwangsarbeitslager (ZAL), genannt. Die Zwangsarbeiter mussten an sieben Wochentagen im Zweischichtensystem arbeiten (je 12 Stunden). Die Kranken und sonst Arbeitsunfähigen wurden zurück in die Sammellager in Bendzin und Sosnowitz geschickt. Anstelle der Toten oder Zurückgeschickten wurden neue Gefangenengruppen von Juden geholt. Ab Sommer 1941 wurden sowjetische Kriegsgefangene eingesetzt. Deren durch die unmenschlichen Lebens- und Arbeitsbedingungen ausgelöste hohe Sterberate im folgenden Winter verursachte, dass man im Frühling 1942 als Ersatz erneut jüdische Polen im Lager einsetzte. 
Zu der Art der Arbeit gehörten:
- Tiefbauarbeiten an der Reichsautobahn Breslau-Kattowitz, Schacht-, Tiefbau- und Aufräumungsarbeiten nach Bombardierung von Werken
- Arbeit in einer Schuhfabrik, Küchen- und Lagerarbeiten

Ab 27. November 1942 wurde das Lager als jüdisches Krankenlager benutzt, in das diejenigen aus den anderen RAB-Zwangsarbeitslagern gebracht wurden, die höchstwahrscheinlich schnell wieder gesund würden und noch zur Arbeit eingesetzt werden konnten. Dieses jüdische Krankenlager existierte etwa sieben Monate lang. In dieser Zeit starben 54 jüdische Gefangene. Ab Juni 1943 transportierte man Kranke ins Zwangsarbeitslager in Brande, das wiederum im August 1943 aufgelöst wurde und die Kranken und Arbeitsunfähigen wurden ins Konzentrationslager Auschwitz-Birkenau deportiert.
Noch im August 1943 zog ein Stab des SS-Brigadeführers Schmelt aus Sosnowitz in das Lager in Annaberg. Die Organisation Schmelt, eine Unterorganisation der SS, war für bis zu 177 so genannte Arbeitslager verantwortlich und verfügte über mehr als 50.000 Sklavenarbeiterinnen und -arbeiter. Am 30. September 1944 wurden 1.437 jüdische Zwangsarbeiter aus Annaberg in Auschwitz eingeliefert. 411 Männer wurden als Häftlinge registriert und 1.026 in der Gaskammer getötet. Mit der Liquidierung des Lagers schickte man im Januar 1945 die noch lebenden Gefangenen aus Sosnowitz/Annaberg auf einen Todesmarsch.